# 서울중대초등학교

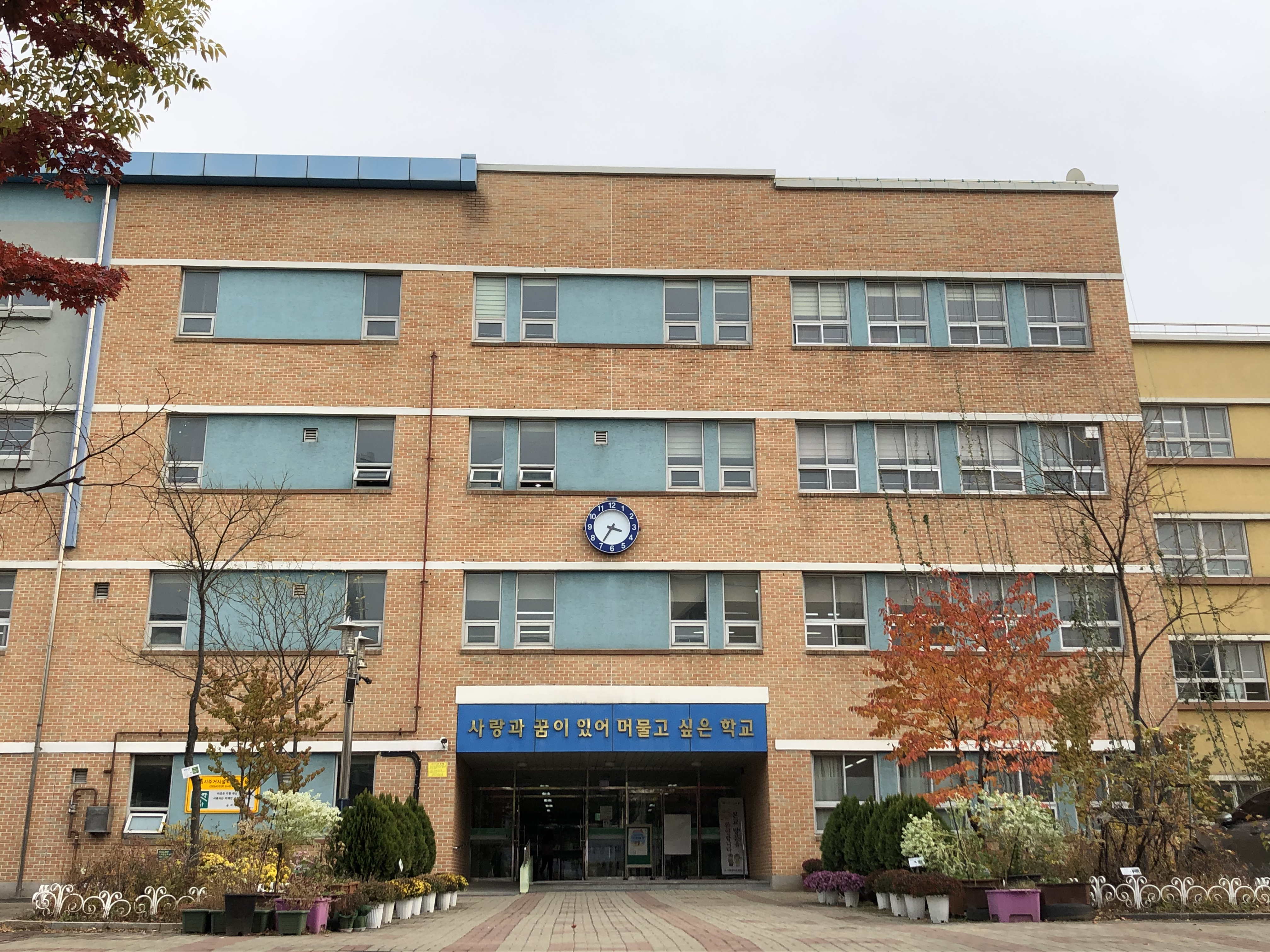
서울중대초등학교

서울중대초등학교는 대한민국 서울특별시 송파구 송파동에 있는 공립 초등학교이다.

## 학교 연혁
- 1924년 12월 23일 경기도 광주군 중대면 송파리 송파공립보통학교(4년제) 개교설립인가 11월 20일
- 1936년 5월 20일 6년제 인가
- 1938년 4월 1일 중대공립심상소학교로 개칭[1]
- 1941년 4월 1일 중대공립국민학교로 개칭[2]
- 1946년 3월 1일 중대국민학교로 개칭
- 1963년 1월 1일 서울시로 편입[3](서울중대국민학교)
- 1967년 11월 17일 거여국민학교 분리(14학급)
- 1978년 8월 18일 과학 실험실 개관
- 1981년 9월 1일 야구부 창단
- 1981년 10월 30일 가락국민학교 분리(25학급)
- 1982년 2월 20일 방이국민학교 분리(26학급)
- 1984년 5월 18일 교내 VCR 방송실 개설
- 1985년 9월 1일 송파국민학교 분리(30학급)
- 1985년 9월 11일 컴퓨터 교실 개설
- 1993년 10월 11일 총동문회 개최(1회)
- 1995년 2월 16일 중대 70년사 발간
- 1996년 3월 1일 서울중대초등학교로 개칭[4]
- 1996년 10월 8일 테니스장 준공
- 2004년 10월 16일 개교 80주년 학예발표회
- 2007년 10월 9일 학교 재건축 완료, 신축 교사로 이전
- 2008년 8월 28일 학교 공원화 사업 완료
- 2011년 10월 28일 강동특수지원센터 설치
- 2012년 2월 10일 중대 갤러리 설치 및 개관식
- 2013년 2월 4일 Wee클래스 준공
- 2016년 2월 29일 광복 70주년 기념 중대 역사의 벽 조성
- 2016년 3월 3일 운동장 그늘막 설치
- 2016년 11월 10일 중대 꿈나무 한마당
- 2019년 2월 15일 제92회 졸업식(총 182명)
- 2019년 3월 4일 입학식 (196명)
- 2019년 8월 26일 방송실 시설 교체
- 2019년 9월 25일 야구부 관리실 및 창고 신축
- 2019년 10월 30일 온수보일러 교체
- 2019년 11월 6일 박찬호기 전국야구대회 우승
- 2020년 2월 12일 제93회 졸업식(총 173명)
- 2020년 2월 29일 민참 컴퓨터실 설치, 돌봄교실 증설 및 개설(각 1실), 후관 출입문 설치
- 2020년 3월 1일 특수학급(1학급) 설치
- 2020년 3월 2일 입학식 (178명)
- 2024년 12월 23일 개교 100주년

## 학교 상징
- 교화(校花) - 개나리
- 교목(校木) - 소나무

## 참고 자료
- 서울중대초등학교 - 한국교육학술정보원 학교알리미